# DiC Entertainment
DiC Entertainment è stata un'azienda statunitense attiva nel campo delle produzioni cinematografiche e televisive. Ha prodotto diverse serie animate per bambini, tra cui L'ispettore Gadget, Madeline, Sonic, Sabrina, Fragolina Dolcecuore e Trollz.
L'azienda è stata fondata a Parigi con il nome di DIC Audiovisuel nel 1971 dal produttore Jean Chalopin come sussidiaria della RTL Group. Il nome DiC era noto inizialmente come acronimo di Diffusion, Information et Communication. La sede è stata spostata successivamente negli Stati Uniti, precisamente a Burbank, assumendo il nome di The Incredible World of DiC. Nel 2008 l'azienda viene acquisita dalla canadese Cookie Jar Group, a sua volta rilevata dalla DHX Media (oggi WildBrain) nel 2012, che tuttora detiene i diritti di ogni produzione DiC.

## Serie animate prodotte (lista parziale)
Molte di queste serie godettero di popolarità anche in Italia.
- I Piccoli (1983, 29 episodi)[2]
- L'ispettore Gadget (1983-85, 86 episodi)[2]
- Kidd Video (1984, 26 episodi) co-produzione con la Saban Entertainment
- Pole Position (1984, 13 episodi)[2]
- Iridella (1984–86, 13 episodi) co-produzione con la Hallmark & LBS Communications
- Isidoro (1984-86, 86 episodi)[2]
- Gli orsetti del cuore (1985, 11 episodi)[2]
- I campioni del wrestling (1985–86, 52 episodi)
- Jayce il cavaliere dello spazio (1985–86, 65 episodi)[2]
- M.A.S.K. (1985-1986, 75 episodi)[2]
- Popples (1986–88, 43 episodi)
- Denny (1986-88, 78 episodi)[2]
- The Real Ghostbusters (1986-91, 140 episodi)
- Le avventure di Teddy Ruxpin (1986, 65 episodi)
- Lady Lovely (1987, 20 episodi)[2]
- Siamo quelli di Beverly Hills (1987, 65 episodi)[2]
- Tutti in scena con Melody (1987, 32 episodi)[2]
- ALF (1987, 32 episodi)
- Dinosaucers (1987, 65 episodi)
- Sylvanian Families (1987, 26 episodi)
- Zero in condotta (1987, 13 episodi)[2]
- C.O.P.S. - Squadra anticrimine (1988-89, 65 episodi)[2]
- Alvin rock 'n' roll (1988-90, 50 episodi) stagioni 6-8, co-produzione con la Bagdasarian
- The Karate Kid (1989, 13 episodi)
- Che magnifico campeggio! (1989–92, 40 episodi)
- The Super Mario Bros. Super Show! (1989, 52 episodi)[2]
- Un videogioco per Kevin - Captain N (1989-91, 34 episodi)[2]
- Un regno incantato per Zelda (1989, 13 episodi)[2]
- G.I. Joe: A Real American Hero - Seconda Serie (1989-91, 44 episodi)
- Le avventure di Super Mario (1990, 26 episodi)[2]
- Capitan Planet e i Planeteers (1990, 65 episodi)
- Super Mario World (1991, 13 episodi)[2]
- Where's Wally? (1991, 13 episodi)
- Il pericolo è il mio mestiere (1992–93, 26 episodi)
- Sonic (1993, 26 episodi)[2]
- Sonic (1993, 26 episodi)[2]
- Pennellate di poesia per Madeline (1993–2001, 67 episodi)[2]
- Un uragano di goal - Hurricanes (1993-97, 65 episodi)[2]
- Due draghi per una cintura nera (1993-94, 26 episodi)[2]
- Street Sharks - Quattro pinne all'orizzonte (1994-97, 40 episodi)[2]
- Dov'è finita Carmen Sandiego? (1994-99, 52 episodi)[2]
- Ultraforce (1995, 13 episodi)
- Action Man (1995-96, 26 episodi)[2]
- È piccolo, è bionico, è sempre Gadget (1995–96, 52 episodi) co-produzione con la France Animation ed M6[2]
- Molla l'osso Briscola (1995–96, 47 episodi)[2]
- Tex Avery Show (1997, 60 episodi)[2]
- Mummies Alive! - Quattro mummie in metropolitana (1997, 42 episodi)[2]
- Extreme Dinosaurs - Quattro dinosauri scatenati (1997, 52 episodi) co-produzione con la Bohbot Entertainment
- Il mondo incantato dei Pocket Dragons (1998, 52 episodi)
- Sonic Underground (1999, 40 episodi) co-produzione con Les Studios Tex, Sega of America e TF1[2]
- Sherlock Holmes - Indagini dal futuro (1999-2001, 26 episodi) co-produzione con la Scottish Television Enterprises[2]
- Sabrina (1999-2000, 65 episodi)[2]
- Gli strani misteri di Archie (1999-2000, 40 episodi)[2]
- Evolution (2001–02, 26 episodi)[2]
- Stargate Infinity (2002–03, 26 episodi)[2]
- Gadget e Gadgettini (2002–03, 52 episodi)[2]
- Sabrina: La mia vita segreta (2003–04, 26 episodi)[2]
- Fragolina Dolcecuore (2003-08, 48 episodi)[2]
- Trollz (2005, 27 episodi)[2]
- Horseland (2006-08, 39 episodi)[2]
- Dino Squad (2006-08, 26 episodi)[2]